# Marr Bluff
Das Marr Bluff ist ein 1065 m hohes Felsenkliff an der Ostküste der westantarktischen Alexander-I.-Insel. Es ragt unmittelbar nördlich des Wager-Gletschers auf.
Der Falkland Islands Dependencies Survey nahm 1948 Vermessungen und die Benennung vor. Namensgeber ist der britische Geologe John Edward Marr (1857–1933).